# Брыкин, Александр Иванович
Александр Иванович Брыкин (16 августа 1920, Хилок, Забайкальская область — 30 апреля 2021, Новосибирск) — Герой Социалистического Труда, лауреат Ленинской премии, директор Новосибирского завода полупроводниковых приборов (1965—1975).

## Семья, образование
Родился 16 августа 1920 года на станции Хилок Забайкальской железной дороги (ныне — в Забайкальском крае в семье слесаря Ивана Никитича (1879—1964) и домохозяйки Дарьи Гавриловны (1877—1932) Брыкиных. В 1937 году окончил среднюю школу в поселке Хилок. Год работал корреспондентом газеты «Стахановское знамя». В 1938 году поступил на физико-математический факультет Томского государственного педагогического института. В вузе проявил себя как хороший студент, умелый организатор и художник факультетской газеты. В августе 1941 года студент IV курса А. Брыкин был принят лаборантом на кафедру физики ТГПИ. Осенью 1941 года студент Брыкин активно участвовал в полевых работах.
В 1939 году А. Брыкин в вузе встретил свою будущую жену, учащуюся тогда на  историческом факультете. Вскоре они поженились. В 1940 году, жена Брыкина Александра Георгиевна окончив институт, получила распределение в Новосибирск. После рождения сына, Александра Георгиевна работала в средней школе № 55 г. Новосибирска (до выхода на пенсию). За свой труд была удостоена звания Заслуженного учителя Российской Федерации.

## Великая Отечественная война
После окончания вуза в декабре 1941 года был призван на военную службу. Призывная комиссия, с учётом физико-математического образования, направила Александра Брыкина на учёбу в Тульское оружейно-техническое военное училище, которое к этому времени было эвакуировано в Томск. Через три месяца курсантам из числа отличников учёбы, было присвоено военное звание лейтенантов. Они были выпущены досрочно и направлены на фронт. Так А. Брыкин попал в 841-й стрелковый полк 237-й стрелковой дивизии 1-й гвардейской армии. Начал службу с должности начальника полковой оружейной мастерской, задача которой был ремонт стрелкового и артиллерийского вооружения непосредственно на передовой. Вскоре, после гибели начальника артиллерийского боепитания полка, он был назначен на эту должность и исполнял её до конца войны, но в разных полках.
5 августа 1943 года под Белгородом Александр Брыкин был тяжело ранен. Лечился в госпиталях до конца 1943 года. За бесперебойное обеспечение полка боеприпасами в боевой обстановке он был награждён орденом Отечественной войны II степени.
После госпиталя в январе 1944 года назначен начальником артиллерийского снабжения 843-го стрелкового полка. Однажды в тяжелейших боях в Карпатах этот полк попал в окружение. Боеприпасы были на исходе. К счастью, линия связи, проложенная по дну оврагов, с полком сохранилась.
Командир полка, оказавшегося в окружении, приказал по телефону начальнику артснабжения любыми путями доставить боеприпасы в полк. Задача была архисложной. С разрешения командования дивизии Брыкин обратился к начальнику тыла армии, попросил его выделить лошадей, оснащенных вьюками. Ему было выделено 5 ездовых при 15 лошадях, снаряженных вьюками.
Навьючили лошадей боеприпасами. Их копыта обмотали тряпьем, завязали морды, чтобы в пути не было лишнего шума. В 12 часов ночи эта кавалькада двинулась по оврагу в путь. Командой руководил сам старший лейтенант Брыкин. Он шел первым, держа в руках кабель связи, чтобы в горах не заблудиться. Пробирались тихо, осмотрительно, долго. Незамеченными прошли через немецкие позиции. Не обнаружив себя, к утру вышли в расположение окруженной части полка. Полк был спасен. Начальник артснабжения Александр Брыкин за эту рискованную операцию был награждён орденом Красной Звезды.
Вскоре, уже на территории Чехословакии, Александр Брыкин был награждён третьим орденом — Отечественной войны II степени. Когда полку срочно потребовались боеприпасы, Александр Брыкин не стал рисковать жизнью своих подчиненных, решил все сделать сам. Он получил в тылу «студебеккер», загрузил его боеприпасами, сел рядом с солдатом-водителем. И как только начало светать, они рванули вперёд. На простреливаемом врагом участке дороги развили максимальную скорость. Немцы открыли шквальный огонь. Ни один осколок не попал в машину. Боеприпасы на позиции были доставлены. Полк выполнил свою задачу.
Александр Брыкин закончил войну в Праге капитаном. Но сразу его не демобилизовали. Лишь к осени 1946 года он оказался в Новосибирск. Его сыну, которого он ещё не видел, было уже шесть лет.

## Трудовая деятельность
После войны сначала работал инженером лаборатории завода «Светлана», в которой разрабатывались сверхминиатюрные радиолампы особой прочности для взрывателей зенитных снарядов. В 1953 году был направлен в Москву на учёбу в Энергетический институт, для подготовки на должность главного инженера строящегося в Новосибирске завода. В 1955 году с отличием окончил института вернулся в Новосибирск, стал главным инженером нового предприятия, на котором производились электровакуумные приборы, изделия микроэлектроники для оборонной промышленности (электронные системы управления самолётами, морскими судами, ракетами, спутниками и космическими кораблями).
В 1965 году назначен директором завода. В 1966 году за разработку и внедрение в серийное производство приборов общего и специального назначения А. И. Брыкину был награждён Ленинской премией.
В 1975 году А. И. Брыкин за досрочное выполнение заданий правительства и отличное качество продукции было присвоено звание Героя Социалистического Труда, а его завод был дважды награждён орденами Трудового Красного Знамени (1966) и Октябрьской Революции (1975). В том же году стал генеральным директором научно-производственного объединения «Изомер» Министерства электронной промышленности СССР, в состав которого вошли Новосибирский завод полупроводниковых приборов с особым конструкторским бюро, Томский научно-исследовательский институт с опытным заводом, крупный завод в городе Хабаровске и строящийся завод в городе Советская Гавань.
В 1984 году А. Брыкин вышел на пенсию.

## Общественная деятельность
Брыкин А. И. занимался общественной работой. В разное время избирался членом парткома завода, райкома и обкома КПСС, был депутатам районного, городского и областного Совета депутатов. Активно участвовал в работе ветеранских организаций, был членом Общественной палаты Новосибирской области в 2007—2011 годах.
Участвовал в параде на Красной площади в Москве 9 мая 2000 года в честь 55-й годовщины Победы в Великой Отечественной войне.

## Награды
- Орден Ленина (1975)
- орден Октябрьской Революции (1971)
- орден Отечественной войны I степени (1985)
- орден Отечественной войны II степени (1943 — дважды)
- орден Трудового Красного Знамени
- орден Красной Звезды, медали
- Лауреат Ленинской премии (1966)
- Заслуженный работник электронной промышленности